# Gloria Hutt
Pour les articles homonymes, voir Hutt.
Hutt  Hesse est un nom espagnol. Le premier nom de famille, en général paternel, est Hutt ; le second, en général maternel, souvent omis, est Hesse.
Gloria de los Ángeles Hutt Hesse, née le 31 janvier 1955 à Santiago, est une ingénieure et femme politique chilienne, militante du parti de centre-droit Évolution politique. 
De 2010 à 2014, elle est sous-secrétaire aux Transports pendant le premier gouvernement de Sebastián Piñera. De 2018 à 2022, elle exerce comme ministre des Transports et des Télécommunications du deuxième gouvernement de Piñera.

## Biographie
Elle est la fille aînée de Germán Hutt, militaire chilien descendant d'immigrants suisses, et d'Adriana Hesse, femme au foyer. Elle a une sœur, Constance. Elle passe son enfance à San Antonio, ville où son père a été affecté, puis habite à Santiago. À 15 ans elle fait la connaissance de Felipe Cossio, alors élève de l'École d'Ingénieurs Militaires, avec qui elle se marie à l'âge de 22 ans. Ils ont une fille Bernardita, puis adoptent ensemble Teresita et Felipe.
Elle fait des études d'ingénierie civile à l'Université pontificale catholique du Chili, et réalise un échange universitaire de deux ans (1974 - 1975) à l'Université de Brasilia, cursus qu'elle interrompt pour aller vivre aux États-Unis, où son conjoint se fait traiter pour un cancer du testicule. Elle est diplômée du l’Université catholique en 1983, avec mention en Systèmes de Transport.
Elle déménage ensuite à nouveau avec sa famille aux États-Unis, pays où elle étudie l'administration financière à l'Université de Georgetown, et à son retour au Chili elle habite à Arica, où elle donne des cours à l'Université de Tarapacá (1991), puis travaille comme secrétaire exécutive du Comité Technique de Pêcheurs d'Arica (1992-1993), et a son propre programme de télévision,.
Entre 1994 et 1995, elle travaille dans l'industrie de la pêche de San Antonio et est vice-présidente provinciale de l'association CEMA Chili. Elle travaille ensuite pour l'entreprise internationale de conseil Steer Davies Gleave, comme cheffe du bureau chilien (1997-2008) et directrice pour l'Amérique Latine (2008-2010).
Après avoir laissé le sous-secrétariat aux Transports, elle est associée de Quiz Consultants, entreprise spécialisée dans des études de transport, et jusqu'à décembre 2017, elle est conseillère du conseil d'administration de Turbus.
Elle a réalisé différentes études sur les transports en commun, en particulier pour des projets de concessions au Chili, au Pérou, au Brésil, au Mexique et en Colombie.

## Carrière politique
De 2010 à 2014, elle est sous-secrétaire aux Transports dans le premier gouvernement de Sebastián Piñera.
Elle est membre d'Évolution politique (Evópoli), parti de centre droit dont elle a été coordinatrice nationale.
Le 11 mars 2018, elle est nommée ministre des Transports et des Télécommunications du deuxième gouvernement de Piñera et succède ainsi à la première femme ayant occupé ce poste, Paola Tapia.
En octobre 2019, le hausse des tarifs dans le système public de transport de Santiago provoque le début d'une crise sociale. Le 18 octobre, Hutt maintient son refus de revenir sur la hausse des tarifs, mesure qui sera finalement annulée 4 jours plus tard. Malgré les critiques à son rencontre, elle reste au gouvernement et n'est pas concernée par le remaniement du 28 octobre 2019.
Le 7 mai 2023, elle est élue membre de l'Assemblée constituante pour la région métropolitaine de Santiago.

## Prix
- Prix Justicia Acuña Mena de l'Institut d'Ingénieurs du Chili (2010)[9]